# Années 1120 av. J.-C.
Les années 1120 av. J.-C. couvrent les années de 1129 av. J.-C. à 1120 av. J.-C.

## Événements

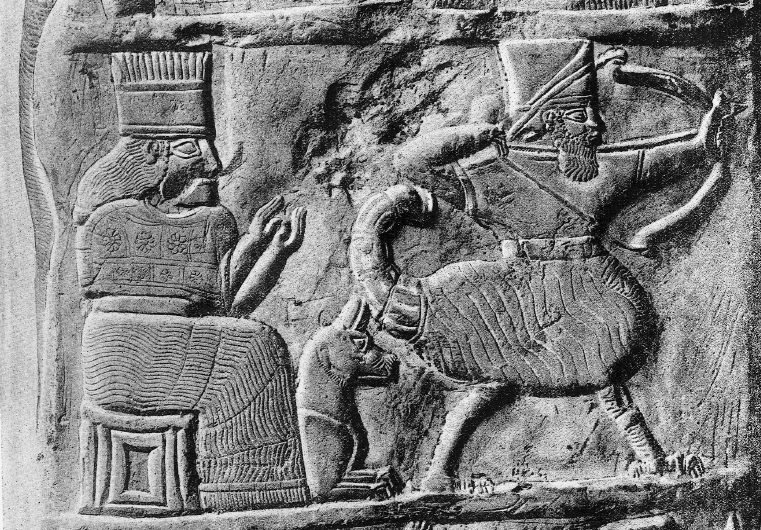
Kudurru de Nabuchodonosor Ier accordant à Shitti-Marduk une exemption d’impôt pour les services rendus lors de l’invasion de l’Élam.

- 1126-1108 av. J.-C. : règne de Ramsès IX en Égypte.
- 1124-1103 av. J.-C.[1] : règne de Nabuchodonosor Ier, roi de Babylone. Il subit un premier échec en Élam, mais la défection du chef Elamite Shitti-Marduk qui lui prête des troupes fait de sa seconde campagne un succès. La statue de Marduk est ramenée en grande pompe à Babylone[2]. L’Enuma Elish (Poème de la Création) en langue sumérienne, est probablement rédigé sous le règne de Nabuchodonosor Ier[3] : origine du monde, lutte de Marduk, roi des dieux, assurant le rôle de démiurge contre Tiamat, la mère-abîme et les forces du Chaos, création de l’homme par le dieu Ea.
- 1122 av. J.-C. : selon le livre des Han, Kija, un usurpateur venu de Chine apparenté à la dynastie chinoise des Shang, aurait chassé Tangun et pris la tête du royaume Joseon en Corée. Il aurait introduit les rites taoïstes, la riziculture et la sériciculture et fondé le royaume Gija Joseon[4].
- Vers 1120 av. J.-C.[1] : Nabuchodonosor Ier de Babylone s’attaque à Suse et anéantit la ville. L’Élam sombre dans l’anarchie pendant quatre siècles[2].